# George Nevill (1er comte d'Abergavenny)
George Nevill, 1er comte d'Abergavenny (24 juin 1727 - 9 septembre 1785), connu sous le nom de Lord Bergavenny de 1744 à 1784, est un pair anglais. Il se marie dans une branche de la famille Pelham installée à Stanmer et exerce brièvement les fonctions de Lord Lieutenant du Sussex. Créé comte en 1784, il meurt l'année suivante.

## Biographie
Il est né à Kidbrooke fils aîné de William Nevill (16e baron Bergavenny) et de sa femme Katharine Tatton. George est baptisé à St Margaret's, Westminster le 14 juillet 1727, avec le roi George II comme parrain. Il succède à son père au titre de baron Bergavenny le 21 septembre 1744 et s'inscrit à la Christ Church d'Oxford le 21 février 1744/5 .

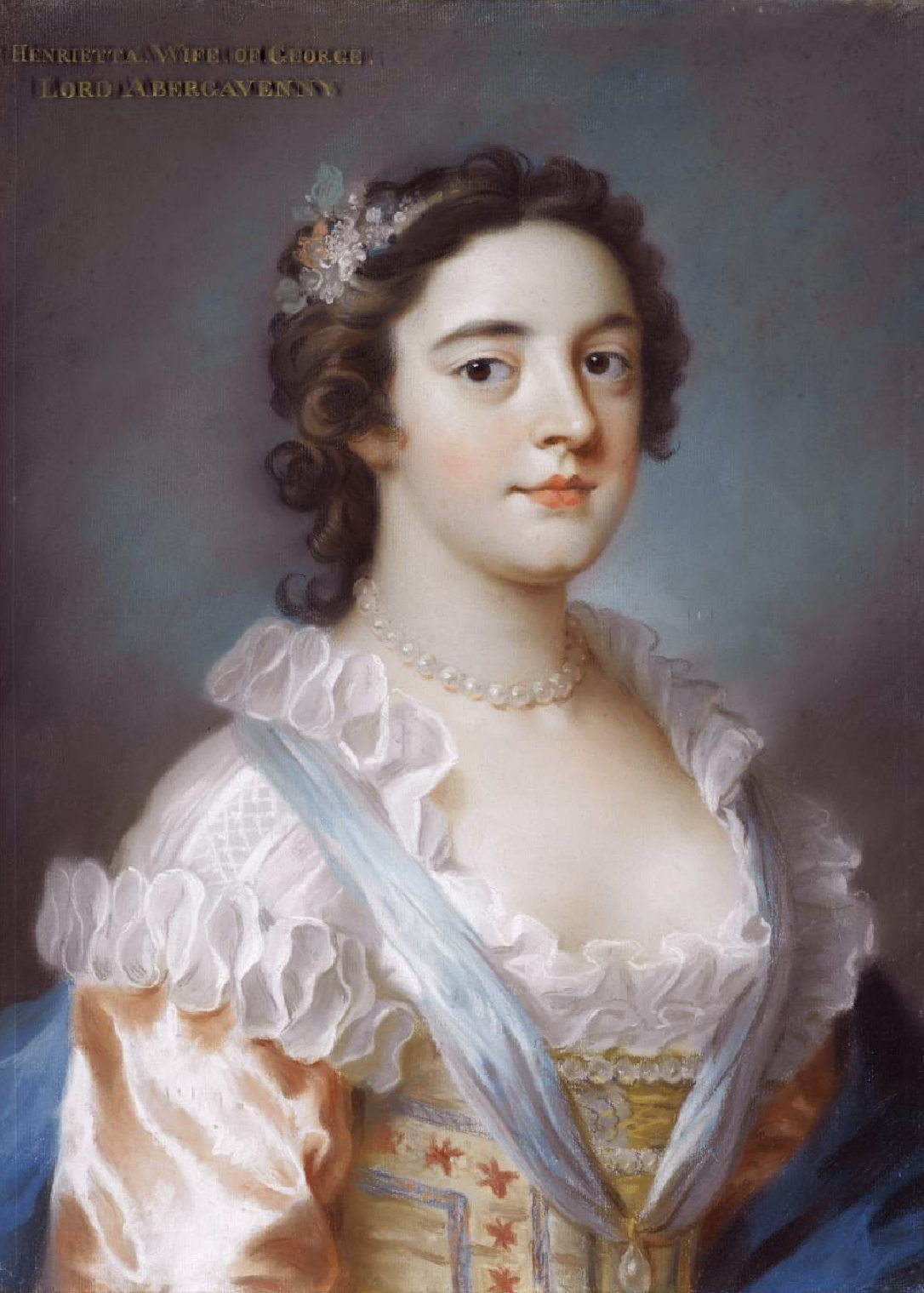
Henrietta Pelham a épousé Richard Temple, membre du parlement (vers 1726-1749) en 1748, mais il meurt de la variole. Quatre ans plus tard, elle épouse le baron Bergavenny. (William Hoare de Bath)

Le 5 février 1753, il épouse à Stanmer Henrietta Pelham, fille de Thomas Pelham (décédé en 1737). Elle est la veuve de Richard Temple. Ils ont trois enfants,:
- Henry Nevill (2e comte d'Abergavenny) (1755-1843)
- Henrietta Nevill (24 mai 1756 - 2 avril 1833), épouse John Berney, 7e baronnet
- George Henry Nevill (6 décembre 1760 - 7 août 1844), inscrit le 10 décembre 1778 à Christ Church, Oxford[4], épouse Caroline Walpole, fille de Richard Walpole

Il est nommé Lord Lieutenant du Sussex en juillet 1757 mais démissionne de son poste en juillet 1761. Le 17 mai 1784, il est nommé comte d'Abergavenny et vicomte Nevill. Il décède le 9 septembre 1785 et est enterré à East Grinstead. Son fils, Henry Nevill, 2e comte d'Abergavenny, succède.